# Poul Heegaard

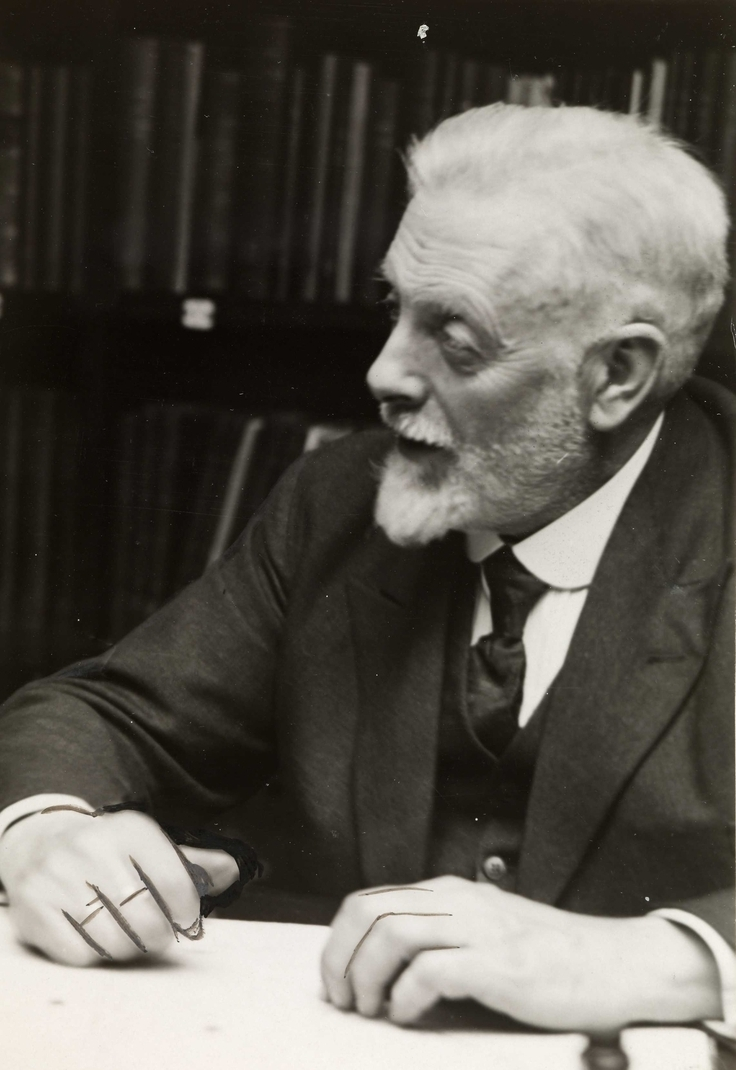
Poul Heegaard, ca. 1940

Poul Heegaard (* 2. November 1871 in Kopenhagen; † 7. Februar 1948 in Oslo) war ein dänischer Mathematiker, der sich mit Topologie beschäftigte.

## Leben
Heegaard studierte 1889 bis 1893 an der Universität Kopenhagen bei Hieronymus Zeuthen. Nach dem Diplom 1893 besuchte er Paris. Der Besuch war aber nach seinen eigenen (1997 entdeckten) autobiographischen Aufzeichnungen ein Fehlschlag (er traf auch nicht Henri Poincaré). Danach ging er an die Universität Göttingen, wo die Zeit bei Felix Klein für ihn sehr anregend war. Er studierte vierdimensionale Mannigfaltigkeiten und ihre Topologie aus dem Bemühen heraus, algebraische Funktionen in zwei Variablen besser zu verstehen und fing der Einfachheit halber erst einmal mit dreidimensionalen Mannigfaltigkeiten an, was sein Hauptarbeitsgebiet werden sollte.
In seiner Dissertation von 1898 führte er Heegaard-Zerlegungen und -Diagramme in die Topologie dreidimensionaler Mannigfaltigkeiten ein. Heegaard bewies die Möglichkeit geschlossene 3-Mannigfaltigkeiten in „Henkelkörper“ zu zerlegen, wobei die Art des Zusammenheftens dieser Henkelkörper zur 3-Mannigfaltigkeit in den Heegaard-Diagrammen notiert wird. Außerdem gab er ein Gegenbeispiel zu der damaligen Version der Poincaré-Dualität von Henri Poincaré, der daraufhin sein Konzept ändern musste. Nach der Promotion war er bis 1910 Lehrer an der Seekadettenschule.
1907 veröffentlichte er mit Max Dehn den wichtigen Übersichtsartikel Analysis Situs in der Enzyklopädie der mathematischen Wissenschaften. Darin wird die kombinatorische Topologie begründet, was ihnen den ersten strengen Beweis der Klassifikation kompakter Flächen nach dem Geschlecht ermöglichte.
1910 wurde er Professor an der Universität in Kopenhagen, trat aber 1918 zurück. Als Grund gab er Arbeitsüberlastung und Unstimmigkeiten mit Kollegen an. Er wurde dann 1918 Professor an der Universität Oslo, wo er 1941 emeritierte. Er war Mitgründer der Norwegischen Mathematischen Gesellschaft und Mitherausgeber der Werke von Sophus Lie.

## Schriften
- Dehn, Heegaard Analysis Situs, Enzyklopädie der Mathematischen Wissenschaften 1907